# 루이스 기예르모 솔리스

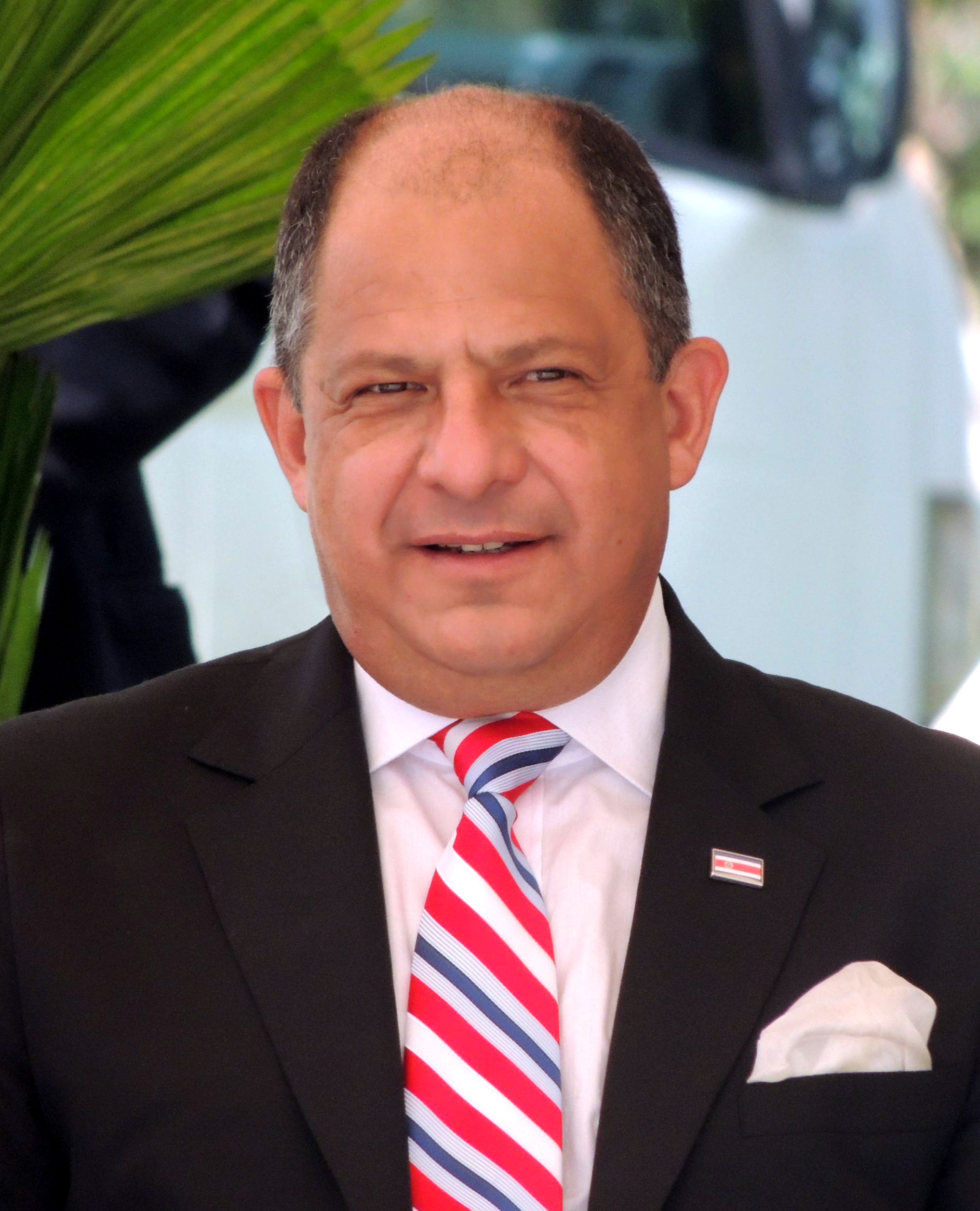

루이스 기예르모 솔리스 리베라(스페인어: Luis Guillermo Solís Rivera, 1958년 4월 25일~)는 코스타리카의 정치인으로, 2014년부터 2018년까지 코스타리카의 대통령을 역임했다. 시민행동당(Partido Acción Ciudadana) 소속으로 2014년 코스타리카 대선에서 정당을 성공적으로 이끌었다. 1차 후보에서는 경쟁당인 호니 아라야 후보와의 경쟁에서 40% 이상을 득표하지 못하여 2차 투표를 하였으나 2차 투표 때 아라야 후보가 선거 전에 포기하면서 당선됐다.
코스타리카 산호세에서 태어났으며 양친 모두 투리알바에서 살았기에 대부분의 국민들도 당선자를 이곳 출신으로 여기고 있다. 그의 가족은 아프리카계 카리브해-중국인 혈통으로 1900년대 초반 자메이카에서 코스타리카로 이주했다.